# Bertrand Larada
Bertrand Larada (Montrejau, 1581 - 1635 a 1637) fou un escriptor occità. Fill d'una família gascona que ocupava càrrecs consulars, estudià a Tolosa de Llenguadoc, on va aprendre lleis a casa d'un procurador, i hi fou deixeble de Pierre Ronsard i amic de Pèire Godolin.
És autor de Margalide Gascoue (1604), compost amb gran cura i temàtica barroca Meslanges (1604), La Muse Piranese i La Muse Gascoue (1607), influïdes per Pèire Pau i Loïs Belaud de la Belaudièra. Escriu en forma gascona central i ortografia francesa, influït per Sal·lusti de Bartas. Després deixà d'escriure en gascó i el 1610 fou coronat als Consistori del Gai Saber per un cant reial en francès.